# Kaichū!
Kaichū! (カイチュー！?) è un manga scritto e disegnato da Yūki Hayashi. Inizialmente, il manga venne pubblicato dalla casa editrice Shūeisha sulla rivista Young Jump dal 19 novembre 2009 fino al 15 aprile 2010. Poi è stata distribuita sempre dalla casa editrice Shūeisha ma sul sito Web Young Jump dal 22 aprile 2010. La commedia romantica, incentrata sullo sport del tiro con l'arco, si è conclusa dopo 12 volumi, adattata poi in un anime che comprende 4 ONA prodotte tra il 2010 e 2011 dallo studio Soft Garage.

## Trama
Fudō il figlio di un Dio, si era un tempo rivelato sulla terra grazie alle sue eccezionali qualità di arciere. Poi, inspiegabilmente, se ne sono perse le tracce finché un giorno, un nuovo studente non si trasferisce alla scuola di Tatsuya Tachikawa.
Una ragazza bellissima appare davanti alla classe, ma basta che si presenti per scoprire che in realtà si tratta di un ragazzo: Gonzaburō Sasaki pratica infatti il crossdressing, vestendo la marinaretta e portando i capelli lunghi sino alla vita. Con grande scandalo di Tachikawa, il nuovo studente si presenta al club di tiro con l'arco, proprio perché particolarmente affezionato al ragazzo.
Con imbarazzo, Tachikawa riconosce la grande abilità di Gon che, nonostante non riveli la sua identità divina, si scopre presto essere la reincarnazione di Fudo. 

## ONA
L'ONA si distacca dal manga, preferendo seguire i fatti narrati nell'avventura one-shot pubblicata dallo stesso autore nel 2006. Nella versione definitiva e seriale il rapporto tra i due protagonisti e il momento del loro primo incontro, infatti, differisce completamente: nel manga Gon è l'atleta tiratore prodigio mentre Tachikawa è il nuovo studente.